# Lomwe
Die Lomwe sind eine der vier größten ethnischen Gruppen in Malawi. Ihre Siedlungsgebiete befinden sich im Südosten des Landes, die größten Populationszentren liegen im Mulanje Distrikt. Weitere Lomwe-Gruppen leben in den Distrikten Thyolo, Chiradzulu, Zomba, Liwonde sowie in anderen Distrikten des südlichen Malawi.

## Siedlung und Wohngebiete
Das historische Siedlungsgebiet der Lomwe liegt im heutigen Mosambik und im äußersten Südosten Malawis. Zunächst lebte der größere Teil der Lomwe in Mosambik. eine verstärkte Migration von Lomwe ins westlich gelegene Malawi begann parallel zur Ankunft europäischer Missionäre, Kaufleute und Kolonialisten Ende des 19. Jahrhunderts. Ein großer Zustrom von Lomwe nach Malawi war um das Jahr 1930 herum zu verzeichnen, als Mosambik von interethnischen Auseinandersetzungen erschüttert wurde.

## Sprache
Die Sprache der Lomwe, das Chilomwe, gehört zur Bantu-Sprachfamilie und wird im lateinischen Alphabet geschrieben. Es existieren neun unterschiedliche Dialekte des Chilomwe. Obwohl die Lomwe versuchen, ihre sprachlichen Traditionen zu bewahren, sinkt derzeit die Anzahl der Chilomwe-Sprecher: die malawische Amtssprache Chichewa wird von einem wachsenden Teil der Lomwe-Bevölkerung übernommen.